# Afilia purulha
Afilia purulha är en fjärilsart som beskrevs av William Schaus 1928. Afilia purulha ingår i släktet Afilia och familjen tandspinnare. Inga underarter finns listade i Catalogue of Life.